# کوتامانسدورف
کوتامانسدورف (به آلمانی: Köttmannsdorf) یک شهر در اتریش است که در ناحیه کلاگن‌فورت-لاند واقع شده‌است. کوتامانسدورف ۲٬۸۶۸ نفر جمعیت دارد.